# Hemeroblemma patula
Hemeroblemma patula là một loài bướm đêm trong họ Erebidae.